# اته مره هلکی
اته میره هلکی، یکی از فرمانروایان ایلامی و انزان که برادرش تمپت اگون دوم و پدرش تته هستند. او از خاندان اپرتی می‌باشد و اینکه پیش از پله ایشن و پس از پدرش تته به فرمانروایی رسید.